# Bombay mix
Il chiwda (o chevdo, chevda चिवडा, chivdo चिवडो in India, o chanachur চানাচুর in Bengali), noto in Occidente come Bombay mix, è uno snack indiano. Il nome anglosassone viene dalla vecchia denominazione della città indiana di Mumbai. Più che di una singola ricetta si tratta di una famiglia di prodotti simili tra loro.

## Preparazione

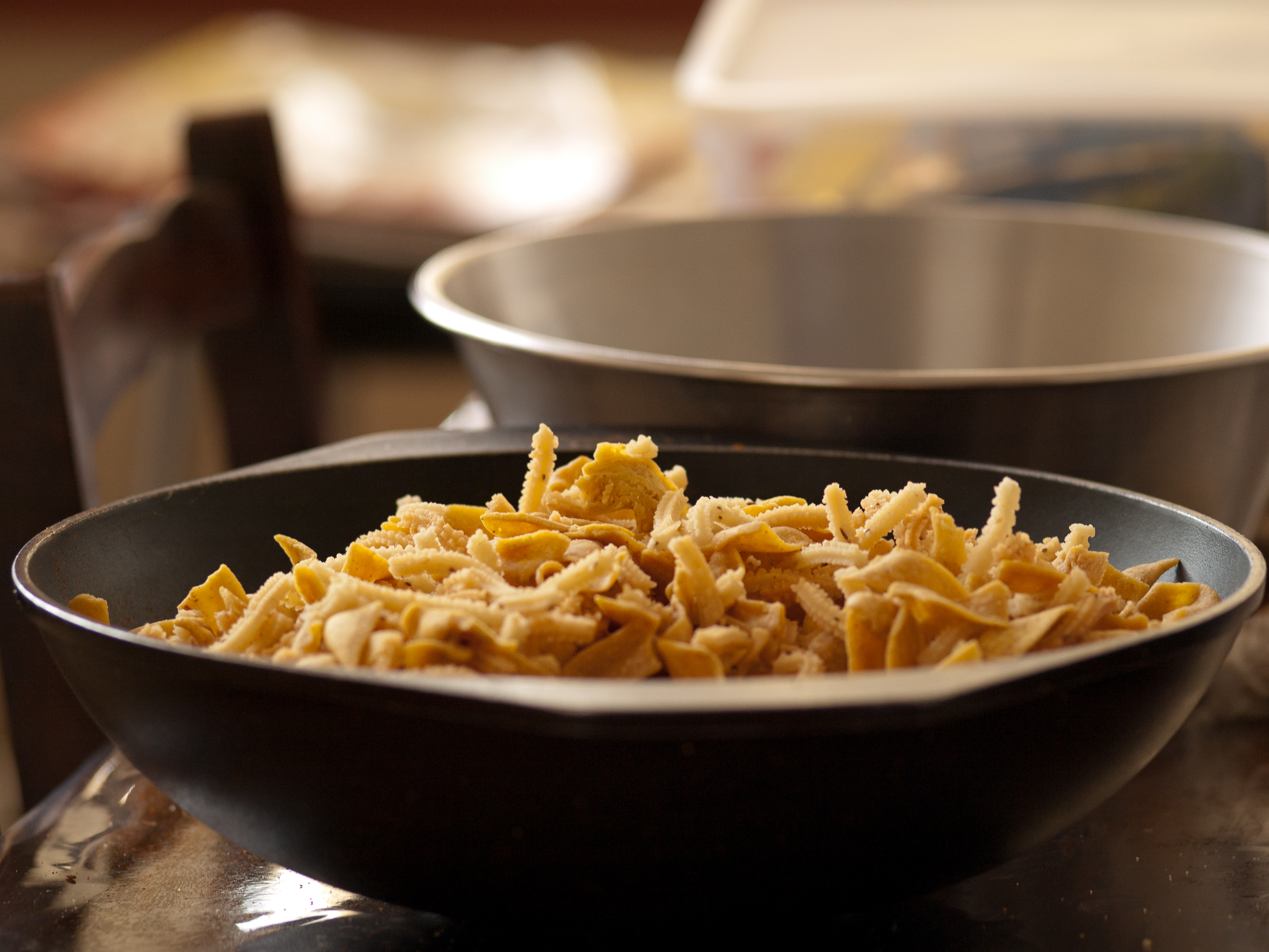
Preparazione del chivda

Il chivda consiste in una mistura di ingredienti asciutti tra cui lenticchie fritte, arachidi, noodles di farina di ceci, mais, olio vegetale, ceci, fiocchi di riso, cipolle fritte e curry. Viene ulteriormente aromatizzato con sale da cucina e una mistura di spezie tra cui coriandolo e semi di senape, ottenendo una miscela in genere lievemente piccante. Il processo di preparazione casalinga del chivda è piuttosto lungo e laborioso.

### Varianti

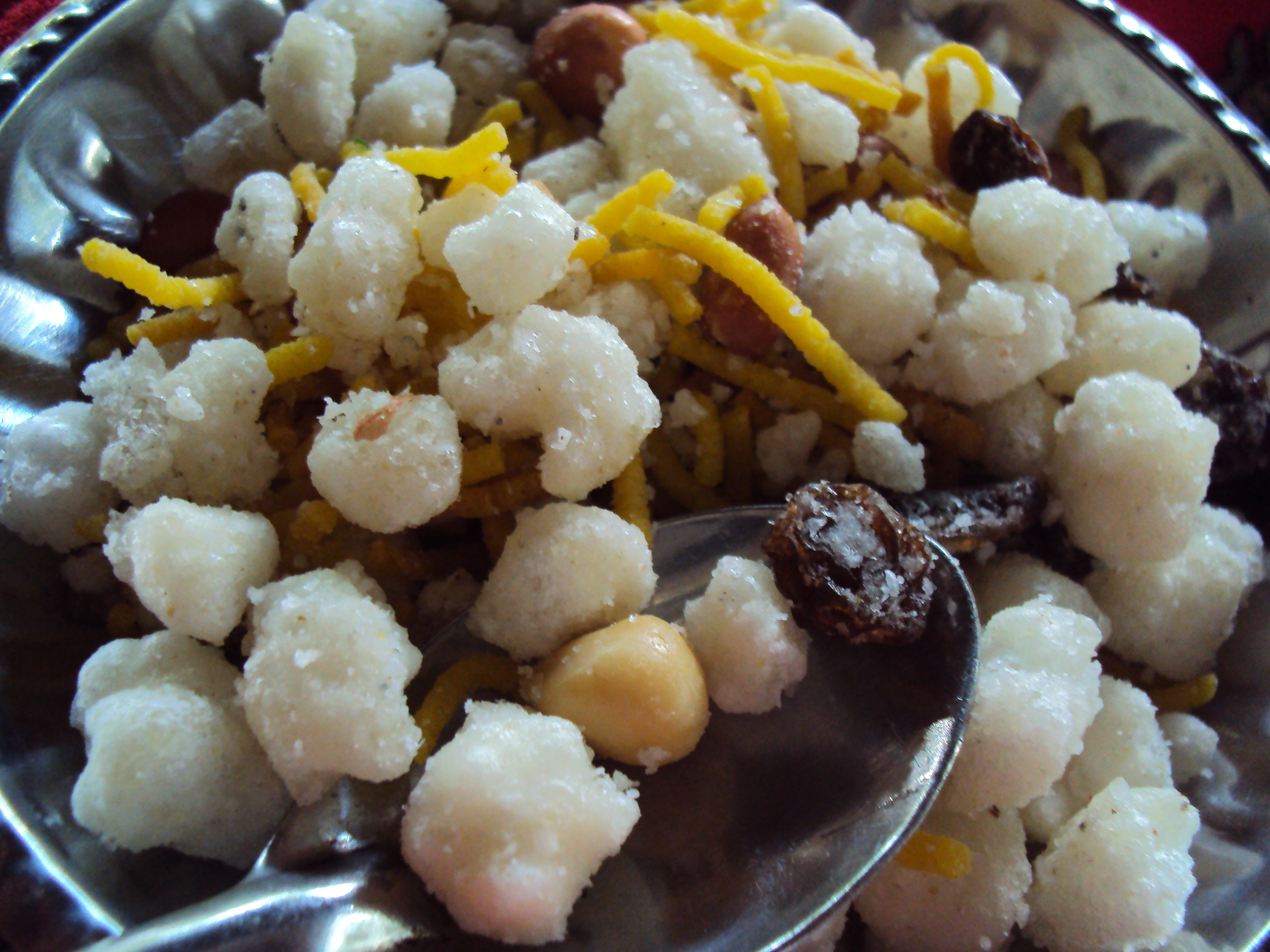
Un bombay mix di Kerala

Alcune delle molte varianti di questo versatile piatto sono:
- Il Bombay mix inglese, ovvero nella versione anglosassone, venduta nei ristoranti indiani, take-away e newsagents (edicole inglesi che vendono anche vari snack). Questa versione non contiene frutta secca, sebbene l'originale ricetta di Maharashtra ne preveda l'utilizzo.
- Il Chevada o Nimko, versione pakistana del piatto.
- Il Gathia mix, a volte anche Gujarati mix, più piccante e con solo ingredienti croccanti, arachidi e spezie.
- Il Punjabi mix, versione statunitense in riferimento allo stato indiano del Punjab.
- Il Bhuka mix, versione australiana e neo zelandese, meno piccante e speziata.
- Il Sarkalay Chee, versione birmana che significa letteralmente escrementi di passero in riferimento alle strisce di lenticchie.
- La Mixture, versione dello Sri Lanka che include una vasta varietà di ingredienti esotici come la cassava o le foglie fritte del curry. Una variante locale molto popolare è il Rani's Mix o Mix di Rani.
- Il  Chanachur, variante consumata in Bangladesh, molto piccante se paragonata alle altre varianti.

## Consumo

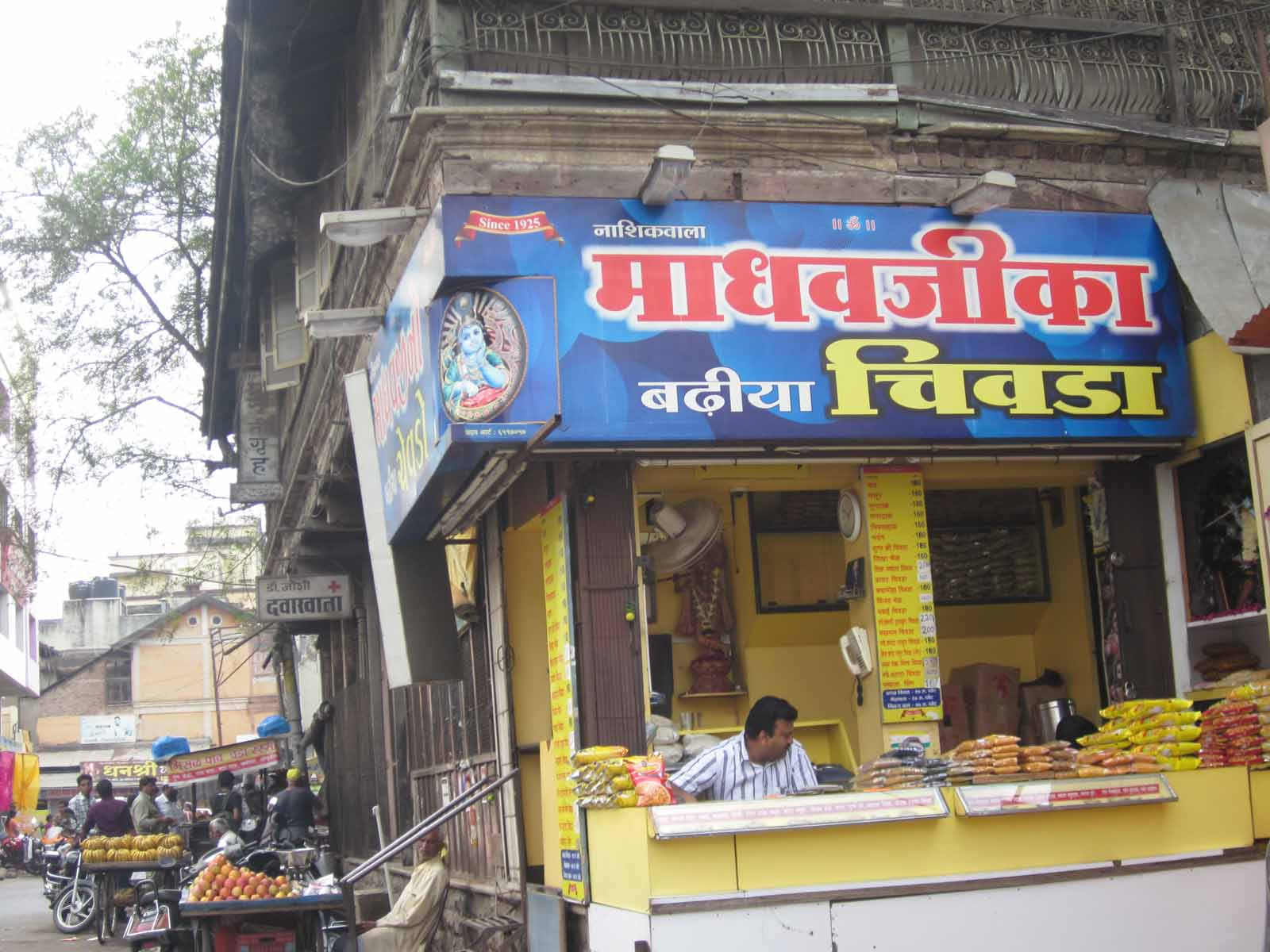
Punto vendita di chivda (Nashik)

Il chiwda viene solitamente consumato come antipasto o come snack. Di solito si mangia servendosi direttamente con le dita. Spesso viene venduto in pacchetti preconfezionati. Oltre che a livello artigianale la produzione e l'impacchettamento, specie al di fuori dell'India, avvengono spesso su scala industriale.